# Benzinger Berg
Benzinger Berg ist ein mit Verordnung des Regierungspräsidiums Karlsruhe vom 14. Oktober 1992 ausgewiesenes Naturschutzgebiet mit der Nummer 2.153. 

## Lage
Das Naturschutzgebiet befindet sich im Naturraum Schwarzwald-Randplatten. Es liegt nördlich des Stadtteils Dietersweiler der Stadt Freudenstadt. Teile des Gebiets liegen auf der Gemarkung des Ortsteils Aach der Gemeinde Dornstetten. Der Kern des Gebiets beinhaltet eine in den 1970er Jahren aufgelassene Tongrube einer ehemaligen Ziegelei.

## Schutzzweck
Laut Verordnung ist der Schutzzweck:
- die Erhaltung und Förderung des Feuchtgebietes der Grubensohle als Lebens- und Nahrungsraum einer vielfältigen, z. T. gefährdeten Fauna und Flora;
- die Erhaltung der Steilhänge und Terrassen des ehemaligen Abbaugeländes als „geologisches Fenster“ in der Formation des untersten Muschelkalkes;
- die Erhaltung und Entwicklung der Wiesen- und Weideflächen oberhalb der Grubenwand als Bindeglied und Lebensraum zwischen Grubensohle, Steilwand und Wald;
- die Förderung und Entwicklung des Waldbereiches in einen artenreichen naturnahen Mischbestand und seine Sicherung als Wassereinzugsgebiet für die von Quellen gespeisten Kleingewässer der Grubensohle.

## Flora und Fauna
Auf den wechselfeuchten bis nassen Böden des Gebiets gedeiht das geschützte Kleine Tausendgüldenkraut. Zudem ist die Mücken-Händelwurz recht zahlreich vertreten. Die Kleingewässer der Grubensohle bieten Lebensraum für die geschützte Kreuzkröte. Es wurden sieben Fledermausarten nachgewiesen, darunter Großes Mausohr und Braunes Langohr. Unter den Insekten sind der Hauhechelbläuling, der Schachbrettfalter oder der Südliche Blaupfeil hervorzuheben.